# Rashid al-Dosari
Rashid Abdulrahman Saif Abdulla al-Dosari (arabisch راشد عبد الرحمن سيف الدوسري, DMG Rāšid ʿAbd ar-Raḥmān Saif ad-Dausarī; * 24. März 1980) ist ein ehemaliger bahrainischer Fußballspieler.

## Karriere

### Verein
Nach der Saison 2000/01 wechselte al-Dosari aus den Vereinigte Arabische Emiraten von al-Shaab zurück in sein Heimatland, wo er für den Muharraq Club auflief. Nach einem halben Jahr kehrte er zu al-Shaab zurück, zur Spielzeit 2001/02 wechselte er zu al-Markhiya nach Katar. Zur Spielrunde 2003/04 ging er zurück zu Muharraq, wo er ebenfalls nur für eine Saison verblieb und anschließend nach Katar zurückkehrte. Diesmal schloss er sich al-Arabi an, welche ihn nach gut einer Saison im November 2005 an al-Khor verliehen. Im September 2006 kehrte er erneut zu Muharraq zurück. Dort verbrachte er weitere zehn Jahre, gewann mit dem Klub sieben Mal die Meisterschaft und holte sechs Mal den King’s Cup. Nach der Spielzeit 2015/16 beendete er seine Karriere als Spieler.

### Nationalmannschaft
Seine ersten bekannten Spiele für die bahrainische A-Nationalmannschaft bestritt al-Dosari beim Golfpokal 1998. Ab Februar 2001 folgten weitere Einsätze in Freundschaftsspielen sowie in der WM-Qualifikation für das Turnier im Jahr 2002. Ein Jahr später nahm er mit Bahrain am Golfpokal 2002 teil. Beim Arabischen Nationenpokal 2002 schaffte er es mit seiner Mannschaft bis ins Finale gegen Saudi-Arabien, welches Bahrain mit 0:1 nach Verlängerung verlor.
Im Herbst des folgenden Jahres bestritt er mit seinem Team Spiele der Qualifikation für die Asienmeisterschaft 2004 und verpasste mit seinem Team beim Golfpokal 2003 knapp den Titel.
Nach weiteren Freundschaftsspielen und Siegen in der Qualifikation für die WM 2006 stand al-Dosari im Asienmeisterschafts-Kader Bahrains, der das Halbfinale erreichte und am Ende Vierter wurde. In dieser Zeit absolvierte er einen Großteil seiner Nationalmannschaftseinsätze und kam sowohl im Golfpokal 2004 als auch in weiteren WM-Qualifikations- und Freundschaftsspielen zum Einsatz. Bei der WM-Qualifikation 2006 schaffte es seine Mannschaft bis in die interkontinentalen Playoffs um einen verbliebenen Startplatz, wo sie jedoch an Trinidad und Tobago scheiterte. Die Qualifikation für die Asienmeisterschaft 2007 überstand Bahrain nur knapp. In der Endrunde kam er zu Einsätzen in allen drei Gruppenspielen. Zuvor hatte er beim Golfpokal 2007 für seine Mannschaft gespielt.
Im Jahr 2008 folgten drei weitere Spiele, wobei die 0:1-Niederlage gegen Australien in der WM-Qualifikation 2010 sein letztes Spiel für die Nationalmannschaft war.